# انتزاز حراري
الانتزاز الحراري أو المج الحراري هو تقنية معالجة بيئية تستخدم الحرارة لزيادة تطاير الملوثات بحيث يمكن إزالتها (أو فصلها) من المصفوفة الصلبة (عادةً التربة). ثم يتم تجميع الملوثات المتطايرة وتدميرها حرارياً. وبالتالي فإن نظام الانتزاز الحراري له مكونان رئيسيان؛ الانتزاز الذاتي ونظام معالجة الغاز. الانتزاز الحراري ليس حرقًا .